# 科潘斯科耶湖
59°43′57″N 28°43′35″E / 59.73250°N 28.72639°E
科潘斯科耶湖（俄语：Копанское），是俄羅斯的湖泊，位於該國西北部，由列寧格勒州負責管轄，面積9.4平方公里，海拔高度8米，集水區面積45.1平方公里，最大水深24米。